# Půlnoční běh
Půlnoční běh (v anglickém originále Midnight Run) je americký akční film z roku 1988. Režisérem filmu je Martin Brest. Hlavní role ve filmu ztvárnili Robert De Niro, Charles Grodin, Yaphet Kotto, John Ashton a Dennis Farina.

## Ocenění
Robert De Niro byl za svoji roli ve filmu nominován na Zlatý glóbus. Film byl na Zlatý glóbus nominován v kategorii nejlepší komedie či muzikál.

## Obsazení
| Robert De Niro    | Jack Walsh        |
| Charles Grodin    | Jonathan Mardukas |
| Yaphet Kotto      | Alonzo Mosely     |
| John Ashton       | Marvin Dorfler    |
| Dennis Farina     | Jimmy Serrano     |
| Joe Pantoliano    | Eddie Moscone     |
| Philip Baker Hall | Sidney            |
| Richard Foronjy   | Tony              |